# 胡里尼夫卡 (蘇梅區)
51°9′33″N 34°25′8″E / 51.15917°N 34.41889°E
胡里尼夫卡（烏克蘭語：Гуринівка）是位於烏克蘭東北部的村莊，由蘇梅州蘇梅區的比洛皮利亞市鎮負責管轄。該村距離布布利科韋、坎德比內和瓦西利夫希納1公里，始建於1773年，海拔高度145米，2001年人口263。